# Таджиров Володимир Хасанович
Володимир Хасанович Таджиров (узб. Vladimir Xasanovich Tojirov; нар. 5 липня 1940, Ташкент, Узбецька РСР — пом. 17 квітня 2011, Москва, Росія) — радянський узбецький футболіст, захисник та півзахисник.

## Життєпис
Вихованець «Трудових резервів» (Ташкент), у складі яких розпочав дорослу футбольну кар'єру 1959 року. Відомий виступами за «Пахтакор», до якого приєднався вже настпного року й відіграв 7 сезонів. Тривалий період часу залишався рекордсменом клубу за матчами у Вищій лізі. Відмінно взаємодіяв із Валерієм Мухіним.
1967 рік провів у московському «Локомотиві», згодом перебрався в Калугу.
Завершив кар'єру гравця у аматорському ФК «Фрезер» (Москва).
У чемпіонатах СРСР — 225 матчів, 8 голів.
Проживав у Москві на Тихорецькому бульварі. Сім'я: син Станіслав (1964) та онук Дмитро (1984).
Помер 17 квітня 2011 року.